# セレドニオ・ロメロ
セレドニオ・ロメロ（Celedonio Romero, 1913年5月2日 マラガ - 1996年5月8日 カリフォルニア州サンディエゴ）はスペイン出身のギター奏者・作曲家・詩人。ファシズム政権を嫌ってアメリカ合衆国に亡命し、その地で音楽活動を続けた。ロメロ・ギター四重奏団の創設者として名高く、フィリップスやデロスといったレーベルに大量の録音を残している。
マラガ音楽院にギターを学び、マドリッド音楽院でホアキン・トゥリーナに作曲を学ぶ。22歳で演奏家デビュー。1957年にフランシスコ・フランコ治下のスペインを去って家族ともども渡米。カリフォルニア南部に定住し、息子アンヘル、セリン、ペペとともにギター四重奏団を組んで演奏活動を繰り広げた。ロドリーゴはロメロ四重奏団のために《アンダルシア協奏曲》を作曲している。
作曲家として100曲以上のギター作品があり、特にギター協奏曲は10曲ほど残している。スペイン国王ファン・カルロス1世からイサベラ・カトリック女王章の勲位を、またローマ教皇ヨハネ・パウロ2世から「聖墳墓騎士 Caballero del Santo Sepulcr」の称号を授与された。